# Jean Reno
Jean Reno, pseudonimo di Juan Moreno y Herrera-Jiménez (Casablanca, 30 luglio 1948), è un attore francese di origini spagnole, candidato a tre Premi César, uno Screen Actors Guild Award e vincitore di un European Film Award.

## Biografia
Reno nacque con il nome di Juan Moreno y Herrera Jiménez a Casablanca, all'epoca francese, da genitori spagnoli rifugiatisi in Nordafrica per sfuggire alla dittatura di Francisco Franco. Insieme a Maria Teresa, sua sorella minore, ricevette un'educazione cattolica. Reno si trasferì in Francia all'età di 12 anni e all'età di 17 divenne cittadino francese. Sua madre morì quando era ancora adolescente. 
Essendo alto 188 cm e avendo un aspetto imponente, all'inizio della sua carriera venne spesso scelto per interpretare la parte del cattivo. Tuttavia, grazie alle proprie capacità, Reno riuscì a liberarsi di questo stereotipo e ottenne di recitare anche in altri ruoli, dalla commedia romantica al thriller. La carriera di attore di Reno ebbe una svolta grazie al sodalizio con il regista Luc Besson, sotto la cui guida ha interpretato tre film di grande successo: Le Grand Bleu (1988), Nikita (1990) e Léon (1994). Fu soprattutto quest'ultimo, in cui recita al fianco di una giovanissima Natalie Portman, a dare all'attore la popolarità internazionale. 
In seguito Jean Reno partecipò a importanti produzioni americane come French Kiss (1995) con Meg Ryan e Kevin Kline, Mission: Impossible (1996) con Tom Cruise, Ronin (1998) con Robert De Niro e Godzilla (1998), per cui rinunciò al ruolo dell'agente Smith in Matrix. Nonostante i suoi impegni oltreoceano, ha partecipato anche a produzioni francesi come I visitatori (1993), I fiumi di porpora (2000) e Wasabi (2001). Nel 2006 ebbe l'importante ruolo di Gilbert Ponton, aiutante dell'Ispettore Clouseau, nel film La pantera rosa e il ruolo del capitano Bezu Fache ne Il codice da Vinci, diretto da Ron Howard. Ha anche collaborato ad altre produzioni europee tra cui La tigre e la neve di e con Roberto Benigni, del 2005, e La ragazza nella nebbia di Donato Carrisi del 2017, nelle quali Reno recita in italiano.
Nel novembre del 1999 il presidente francese Jacques Chirac gli ha conferito il titolo di Cavaliere della Legione d'onore. Reno ha sostenuto con la propria immagine la campagna presidenziale del 2007 di Nicolas Sarkozy. Jean Reno ha anche doppiato il personaggio di Mufasa nell'adattamento francese de Il re leone e il personaggio di Jaques Blanc, modellato sui suoi tratti somatici, nel videogioco per PlayStation 2 Onimusha 3: Demon Siege; nel 2011 ha interpretato Doraemon nello spot giapponese della nuova Toyota. Nel 2021 ha partecipato al film Promises con Pierfrancesco Favino.
Nel 2024 pubblica il suo primo romanzo, Emma.

## Vita privata

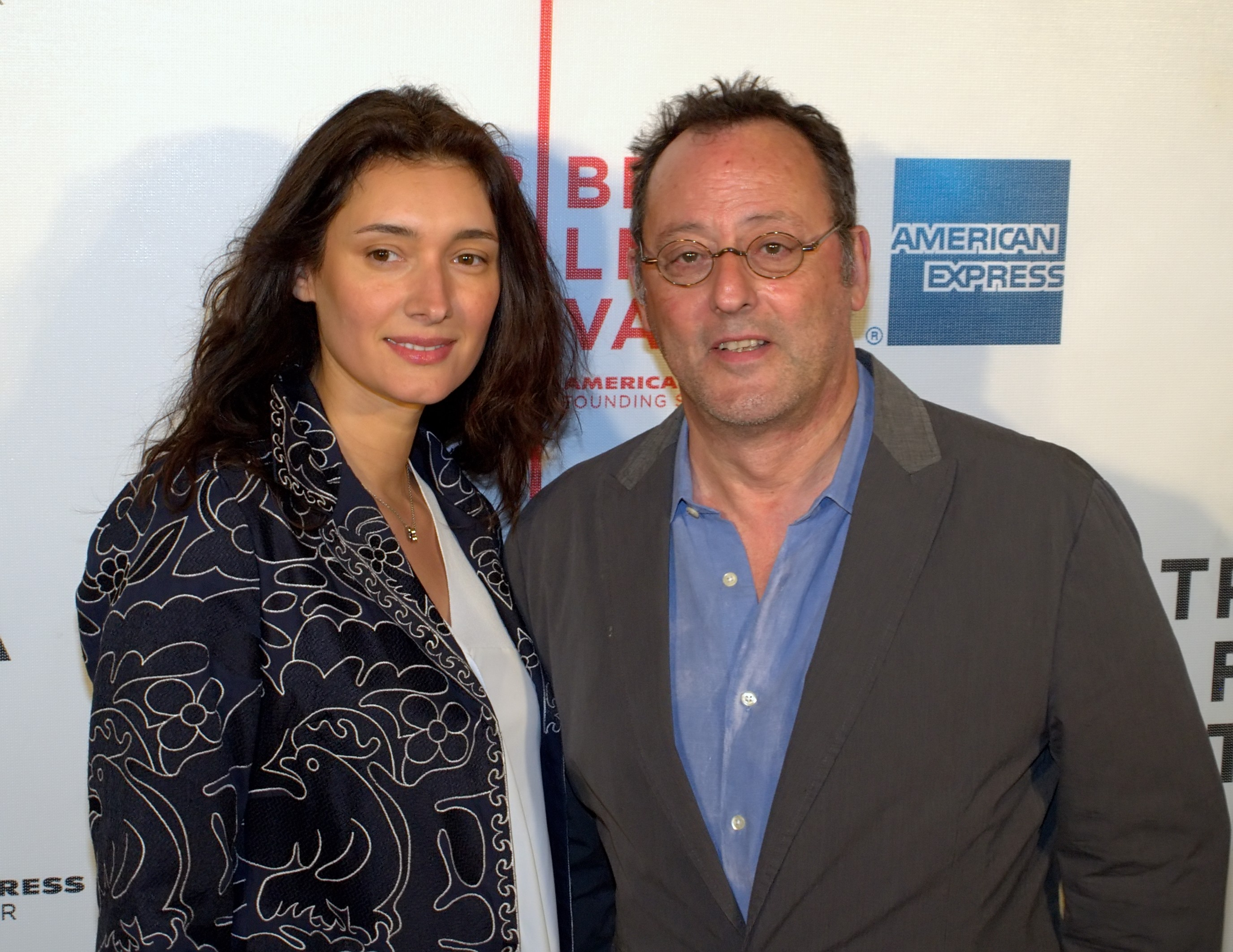
Jean Reno con la moglie Zofia Borucka nel 2010

Ha avuto due figli, Sandra (1978) e Michael (1980), dalla prima moglie Geneviève con cui è stato sposato dal 1977 al 1995. Nel 1996 ha sposato la modella Nathalie Dyszkiewicz, da cui ha avuto altri due figli, Tom (1996) e Serena (1998); i due hanno divorziato nel 2005. Il 29 luglio 2006 Reno ha sposato la modella ed attrice polacca Zofia Borucka. Suo testimone di nozze è stato Nicolas Sarkozy, all'epoca ancora solo candidato alla presidenza. Dalla terza moglie ha avuto due figli: Cielo (2009) e Dean (2011).
Il 21 agosto 2008 Jean Reno, che soffre di diabete di tipo 2 dall'età di 17 anni,  ha subito un attacco cardiaco mentre si trovava in vacanza sull'isola di Martinica, ospite del cantante Johnny Hallyday. L'attore è stato immediatamente soccorso e portato all'ospedale di Fort-de-France. Le sue condizioni sono presto migliorate e dopo due soli giorni è stato dimesso.
Oltre al francese e lo spagnolo, sue lingue madri, parla correntemente inglese e italiano.

## Filmografia

### Attore

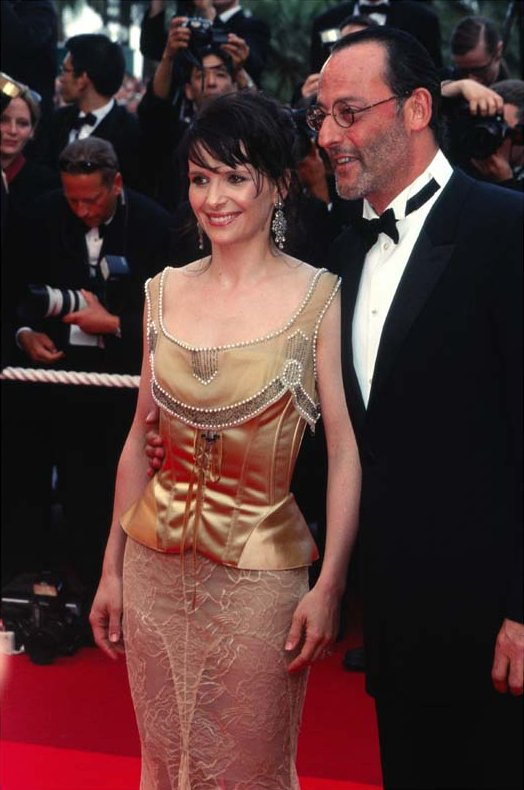
Jean Reno con Juliette Binoche a Cannes nel 2002

#### Cinema
- L'Hypothèse du tableau volé, regia di Raúl Ruiz (1979)
- Chiaro di donna (Clair de femme), regia di Costa-Gavras (1979)
- Voulez-vous un bébé Nobel?, regia di Robert Pouret (1980)
- On n'est pas des anges... elles non plus, regia di Michel Lang (1981)
- Les bidasses aux grandes manœuvres, regia di Raphaël Delpard (1981)
- La signora è di passaggio (La Passante du Sans-Souci), regia di Jacques Rouffio (1982)
- Le Dernier Combat, regia di Luc Besson (1983)
- Signes extérieurs de richesse, regia di Jacques Monnet (1983)
- Notre histoire, regia di Bertrand Blier (1984)
- Telephone (Le téléphone sonne toujours deux fois), regia di Jean-Pierre Vergne (1985)
- Subway, regia di Luc Besson (1985)
- Strictement personnel, regia di Pierre Jolivet (1985)
- Zone rouge, regia di Robert Enrico (1986)
- I Love You, regia di Marco Ferreri (1986)
- Le Grand Bleu, regia di Luc Besson (1988)
- Nikita, regia di Luc Besson (1990)
- L'homme au masque d'or, regia di Eric Duret (1991)
- L'opération Corned-Beef, regia di Jean-Marie Poiré (1991)
- Loulou Graffiti, regia di Christian Lejalé (1992)
- I visitatori (Les visiteurs), regia di Jean-Marie Poiré (1993)
- Léon, regia di Luc Besson (1994)
- Les truffes, regia di Bernard Nauer (1995)
- French Kiss, regia di Lawrence Kasdan (1995)
- Al di là delle nuvole, regia di Michelangelo Antonioni e Wim Wenders (1995)
- Mission: Impossible, regia di Brian De Palma (1996)
- Le jaguar, regia di Francis Veber (1996)
- Roseanna's Grave, regia di Paul Weiland (1997)
- Un amore di strega (Un amour de sorcière), regia di René Manzor (1997)
- Les soeurs Soleil, regia di Jeannot Szwarc (1997)
- I visitatori 2 - Ritorno al passato (Les Couloirs du temps: Les visiteurs 2), regia di Jean-Marie Poiré (1998)
- Godzilla, regia di Roland Emmerich (1998)
- Ronin, regia di John Frankenheimer (1998)
- I fiumi di porpora (Les rivières pourpres), regia di Mathieu Kassovitz (2000)
- L'ultimo guerriero (Les Visiteurs en Amerique), regia di Jean-Marie Poiré (2001)
- Wasabi (Wasabi, la petite moutarde qui monte au nez), regia di Gérard Krawczyk (2001)
- Rollerball, regia di John McTiernan (2002)
- Jet Lag (Décalage horaire), regia di Danièle Thompson (2002)
- Sta' zitto... non rompere (Tais-Toi!), regia di Francis Veber (2003)
- I fiumi di porpora 2 - Gli angeli dell'Apocalisse (Les Rivières pourpres II: Les anges de l'apocalypse), regia di Olivier Dahan (2003)
- Hotel Rwanda, regia di Terry George (2004)
- Il bandito corso (L'Enquête corse), regia di Alain Berberian (2004)
- L'impero dei lupi (L'Empire des loups), regia di Chris Nahon (2005)
- La tigre e la neve, regia di Roberto Benigni (2005)
- La pantera rosa (The Pink Panther), regia di Shawn Levy (2006)
- Il codice da Vinci (The Da Vinci Code), regia di Ron Howard (2006)
- Giovani aquile (Flyboys), regia di Tony Bill (2006)
- Cash - Fate il vostro gioco (Ca$h), regia di Éric Besnard (2008)
- La Pantera Rosa 2 (The Pink Panther 2), regia di Harald Zwart (2009)
- La legge del crimine (Le premier cercle), regia di Laurent Tuel (2009)
- L'isola delle coppie (Couples Retreat), regia di Peter Billingsley (2009)
- Blindato (Armored), regia di Nimród Antal (2009)
- Vento di primavera (La rafie), regia di Roselyne Bosch (2010)
- L'immortale (L'immortel), regia di Richard Berry (2010)
- Margaret, regia di Kenneth Lonergan (2011)
- On ne choisit pas sa famille, regia di Christian Clavier (2011)
- Chef (Comme un Chef), regia di Daniel Cohen (2012)
- Dream Team (Les seigneurs), regia di Olivier Dahan (2012)
- Alex Cross - La memoria del killer (Alex Cross), regia di Rob Cohen (2012)
- Hector e la ricerca della felicità (Hector and the Search for Happiness), regia di Peter Chelsom (2014)
- Un'estate in Provenza (Avis de mistral), regia di Rose Bosch (2014)
- Abel - Il figlio del vento (Wie Brüder im Wind), regia di Gerardo Olivares e Otmar Penker (2015)
- Antigang - Nell'ombra del crimine (Antigang), regia di Benjamin Rocher (2015)
- I visitatori 3 - Liberté, egalité, fraternité  (Les Visiteurs: La Révolution), regia di Jean-Marie Poiré (2016)
- Il tuo ultimo sguardo (The Last Face), regia di Sean Penn (2016)
- The Promise, regia di Terry George (2016)
- La ragazza nella nebbia, regia di Donato Carrisi (2017)
- Ladre per caso (Mes trésors), regia di Pascal Bourdiaux (2017)
- Gli avventurieri (The Adventurers), regia di Stephen Fung (2017)
- A Magical Journey (Polina and the Mystery of a Film Studio), regia di Olias Barco (2019) - cameo
- Cold Blood - Senza pace (Cold Blood), regia di Frédéric Petitjean (2019)
- Da 5 Bloods - Come fratelli (Da 5 Bloods), regia di Spike Lee (2020)
- Rogue City (Bronx), regia di Olivier Marchal (2020)
- Aspettando Anya (Waiting for Anya), regia di Ben Cookson (2020)
- L'ultimo giorno sulla Terra (Le Dernier Voyage), regia di Romain Quirot (2020)
- The Doorman, regia di Ryūhei Kitamura (2020)
- Promises, regia di Amanda Sthers (2021)
- Die Hart, regia di Eric Appel (2023)
- Lift, regia di F. Gary Gray (2024)
- Lupi mannari (Loups-garous), regia di François Uzan (2024)
- Il mio amico Pinguino (My Penguin Friend), regia di David Schurmann (2024)

#### Televisione
- L'aéropostale, courrier du ciel – miniserie TV (1980)
- Quelques hommes de bonne volonté – miniserie TV (1983)
- Allò Beatrice – serie TV, 1 episodio (1984)
- Un homme comblé, regia di Paula Delsol – film TV (1985)
- Tender Is the Night – miniserie TV (1985)
- Série noire – serie TV, 1 episodio (1985)
- Et demain viendra le jour, regia di Jean-Louis Lorenzi – film TV (1986)
- Monsieur Benjamin, regia di Marie-Hélène Rebois – film TV (1987)
- Flight from justice, regia di Don Kent – film TV (1993)
- Les grandes occasions – film TV (2006)
- Jo – serie TV, 8 episodi (2012-2013)
- Chiami il mio agente! (Dix pour cent) – serie TV, 1 episodio (2020)
- Che fine ha fatto Sara? – serie TV (2022)
- Una questione personale (Un asunto privado) – serie TV (2022)

#### Cortometraggi
- L'avant dernier, regia di Luc Besson (1981)
- Ballade sanglante, regia di Sylvain Madigan (1983)
- Ne quittez pas, regia di Sophie Schmit (1984)
- Alea, regia di Francis Lemonnier (1984)
- Paranoïa, regia di Frédéric Forestier e Stéphane Gateau (1993)
- La vis, regia di Didier Flamand (1994)
- The Philosopher, regia di Abdulla Al Kaabi (2010)

### Doppiatore
- Giù per il tubo (Flushed Away), regia di David Bowers e Sam Fell (2006)
- Le jour des corneilles, regia di Jean-Christophe Dessaint (2012)
- Zootropolis 2 (Zootopia 2), regia di Jared Bush e Byron Howard (2025)

## Riconoscimenti
- Premio César
  - 1989 – Candidatura al miglior attore non protagonista per Le grand bleu
  - 1994 – Candidatura al miglior attore per Les visiteurs
  - 1995 – Candidatura al miglior attore per Léon
- European Film Awards
  - 2000 – Miglior personaggio internazionale
- Screen Actors Guild Awards
  - 2021 – Candidatura al miglior cast per Da 5 Bloods – Come fratelli
- Giffoni Film Festival
  - 2012 – Premio François Truffaut alla carriera

## Doppiatori italiani
Nelle versioni in italiano delle opere in cui ha recitato, Jean Reno è stato doppiato da:
- Massimo Corvo in Le Grand Bleu[7], Léon, Un amore di strega, I fiumi di porpora (ridoppiaggio), L'ultimo guerriero, Wasabi, Jet Lag, Sta' zitto... non rompere, I fiumi di porpora 2 - Gli angeli dell'Apocalisse, Il bandito corso, L'impero dei lupi, La Pantera Rosa, Giovani aquile, Cash - Fate il vostro gioco, La Pantera Rosa 2, La legge del crimine, L'immortale, Margaret, Chef, Alex Cross - La memoria del killer, Jo, Hector e la ricerca della felicità, Un'estate in Provenza, Abel - Il figlio del vento, Chiami il mio agente!, I visitatori 3: Liberté, Egalité, Fraternité, The Promise, Ladre per caso, Da 5 Bloods - Come fratelli, Rogue City, Che fine ha fatto Sara?, Lift, Lupi mannari, Il mio amico Pinguino
- Nino Prester in Mission: Impossible, I fiumi di porpora, Rollerball, Die Hart
- Jacques Peyrac in Godzilla, Il codice da Vinci, L'isola delle coppie
- Rodolfo Bianchi in Hotel Rwanda, Vento di primavera, Il tuo ultimo sguardo
- Paolo Buglioni in Nikita, I visitatori 2 - Ritorno al passato
- Massimo Pizzirani in Subway
- Francesco Pannofino in I Love You
- Gigi Proietti in I visitatori
- Eugenio Marinelli in French Kiss
- Stefano De Sando in Al di là delle nuvole
- Jean Louis in Ronin
- Ennio Coltorti in Blindato
- Sandro Iovino in Dream Team
- Roberto Draghetti in Gli avventurieri
- Paolo Marchese in Cold Blood - Senza pace
- Dario Oppido in Aspettando Anya
- Natale Ciravolo in L'ultimo giorno sulla Terra
- Marco Rasori in Promises

Da doppiatore è sostituito da:
- Massimo Rossi in Giù per il tubo

Nei film La tigre e la neve e La ragazza nella nebbia, recita in italiano lui stesso.